# Boomboo
Boomboo (zapis stylizowany: BOOMBOO) – drugi singel polskiego rapera Kizo i polskiej piosenkarki Bletki z ich pierwszego minialbumu, zatytułowanego Patopop (Vol. 1). Singel został wydany 15 maja 2024.
Nagranie otrzymało w Polsce status złotego singla, przekraczając liczbę 25 tysięcy sprzedanych kopii.

## Geneza utworu i historia wydania
Utwór napisali i skomponowali Patryk Woziński, Aleksandra Bletek i Bartłomiej Skoraczewski, który również odpowiada za produkcję utworu.
Singel ukazał się w formacie digital download 15 maja 2024 w Polsce za pośrednictwem wytwórni płytowej Spacerange w dystrybucji Universal Music Polska. Piosenka została umieszczona na pierwszym minialbumie duetu – Patopop (Vol. 1).

## Teledysk
Do utworu powstał teledysk w reżyserii Michała Pańszczyka, który udostępniono 16 maja 2024 za pośrednictwem serwisu YouTube.

## Lista utworów
- Digital download[2]

1. „Boomboo” – 2:40

## Notowania

### Pozycja liście sprzedaży
| Kraj   | Lista (2024)             | Najwyższa pozycja |
| ------ | ------------------------ | ----------------- |
| Polska | OLiS – single w streamie | 53                |

## Certyfikaty
| Kraj          | Certyfikat  | Sprzedaż |
| ------------- | ----------- | -------- |
| Polska (ZPAV) | złota płyta | 25 000+  |